# Mohács vasútállomás

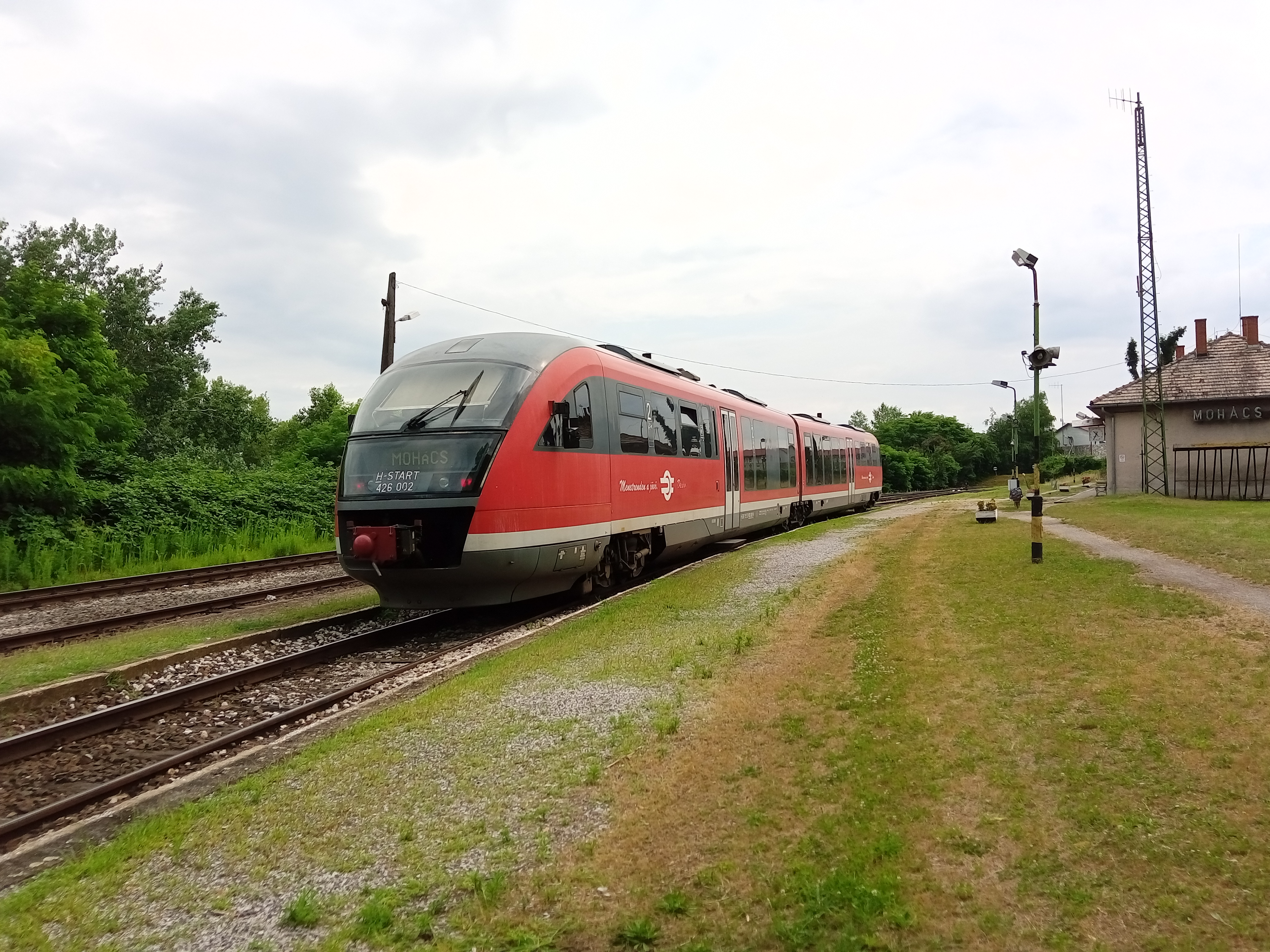
Desiro motorvonat az állomáson

Mohács vasútállomás egy Baranya vármegyei vasútállomás, Mohács városában, a MÁV üzemeltetésében. A városközpont északi szélén helyezkedik el, az 56-os főút régi, a városon átvezető nyomvonala (a mai 5121-es út) és a Kölkedre vezető 5117-es út szétágazása közelében, nem messze a Duna-parttól.

## Vasútvonalak
Az állomást az alábbi vasútvonalak érintik:
- Pécs–Mohács-vasútvonal

## Kapcsolódó állomások
A vasútállomáshoz az alábbi állomások vannak a legközelebb:
- Középmező megállóhely (Pécs–Mohács-vasútvonal)

## Forgalom
| Járat        | Útvonal | Gyakoriság |
| ------------ | --- | ---------- |
| személyvonat | Pécs – Pécs-Külváros – Pécsbánya-Rendező – Pécsudvard – Szőkéd – Áta – Kistótfalu – Vokány – Palkonya – Villánykövesd – Villány – Márok – Bóly – Nagynyárád – Középmező – Mohács | Napi 2 pár |
| személyvonat | Mohács – Középmező – Nagynyárád – Bóly – Márok – Villány | Napi 5 pár |